# 圣佩尔佩图阿-德莫古达
圣佩尔佩图阿-德莫古达，是西班牙加泰罗尼亚巴塞罗那省的一个市镇。总面积15.7平方公里，总人口25473人（2013年），人口密度1622人/平方公里。